# Kevin Lima
Kevin Lima est un réalisateur, producteur, scénariste et acteur né le 12 juin 1962, connu notamment pour avoir réalisé Tarzan et Il était une fois...

## Filmographie

### Comme réalisateur
- 1992 : La Bande à Dingo (Goof Troop) (série télévisée)
- 1995 : Dingo et Max
- 1999 : Tarzan avec Chris Buck
- 2000 : 102 Dalmatiens (102 Dalmatians)
- 2001 : La Légende de Tarzan (The Legend of Tarzan) (série télévisée)
- 2003 : Eloise at the Plaza (TV)
- 2003 : Eloise at Christmastime (TV)
- 2007 : Il était une fois... (Enchanted) (réalisateur des prises de vues réelles) avec Lisa Keene (réalisatrice de l’animation)

### Comme producteur
- 2003 : Eloise at the Plaza (TV)
- 2003 : Eloise at Christmastime (TV)

### Comme scénariste
- 1988 : Oliver et Compagnie
- 1992 : Aladdin
- 2001: Tous en boîte

### Comme acteur
- 1995 : Dingo et Max : Lester: Main Possum Park Emcee (voix)